# Vallepietra
Vallepietra település Olaszországban, Lazio régióban, Róma megyében. Lakosainak száma 239 fő (2023. január 1.). Vallepietra Camerata Nuova, Cappadocia, Filettino, Jenne, Subiaco és Trevi nel Lazio községekkel határos.

## Népesség
A település lakossága az elmúlt években az alábbi módon változott:

| 2018 | 268 |
| 2023 | 239 |